# Transgenic Research
Transgenic Research ist eine international ausgerichtete, zweimonatlich erscheinende, von Experten begutachtete (peer-review), wissenschaftliche Zeitschrift, die von Springer Nature in englischer Sprache herausgegeben wird.

## Übersicht
Der Schwerpunkt der Zeitschrift liegt auf der Veröffentlichung von wissenschaftlichen Erkenntnissen zu transgenen und genom-editierten höheren Organismen. Die Artikel haben zumeist einen Bezug zu biotechnologischen Anwendungen. Geistiges Eigentum, ethische Fragen, gesellschaftliche Auswirkungen und regulatorische Aspekte fallen ebenfalls in den Geltungsbereich der Zeitschrift. Transgenic Research zielt darauf ab, die Lücke zwischen Grundlagenforschung und angewandter Wissenschaft in Molekularbiologie und Biotechnologie und die damit verbundenen Industriegemeinschaften zu schließen.
Die Zeitschrift ist assoziiert mit der International Society for Transgenic Technologies (ISTT), einer weltweit agierenden gemeinnützigen Fachgesellschaft zur Förderung des wissenschaftlichen Fortschritts im Bereich transgene Technologien.

## Impact Factor
Der Impact Factor von Transgenic Research lag im Jahr 2021 bei 3,145 und der fünfjährige Impact Factor bei 2,710 (2021).